# John Davison Rockefeller
John Davison Rockefeller (New York, 8 luglio 1839 – Ormond Beach, 23 maggio 1937) è stato un imprenditore statunitense.
Influente imprenditore e industriale statunitense, fu il riformatore mondiale dell'industria petrolifera, che portò a un'espansione senza precedenti: in questo settore fondò la Standard Oil, una delle più grandi compagnie di sempre.
Fu anche un filantropo: al suo ritiro definitivo dagli affari, donò parte del patrimonio in beneficenza e ai suoi familiari, tenendo per sé 24 milioni di dollari e donando (a fondazioni private) all'incirca 540 milioni di dollari prima della sua morte.
Tenendo in considerazione il tasso di inflazione, Rockefeller avrebbe accumulato una fortuna che va dai 336 ai 692 miliardi di dollari, cifra grazie alla quale poté controllare da solo oltre l’1,5% del PIL degli Stati Uniti d'America. Secondo alcuni storici è stato il primo uomo il cui patrimonio superò il miliardo di dollari e il singolo uomo più ricco mai vissuto.

## Biografia

### Origini e formazione

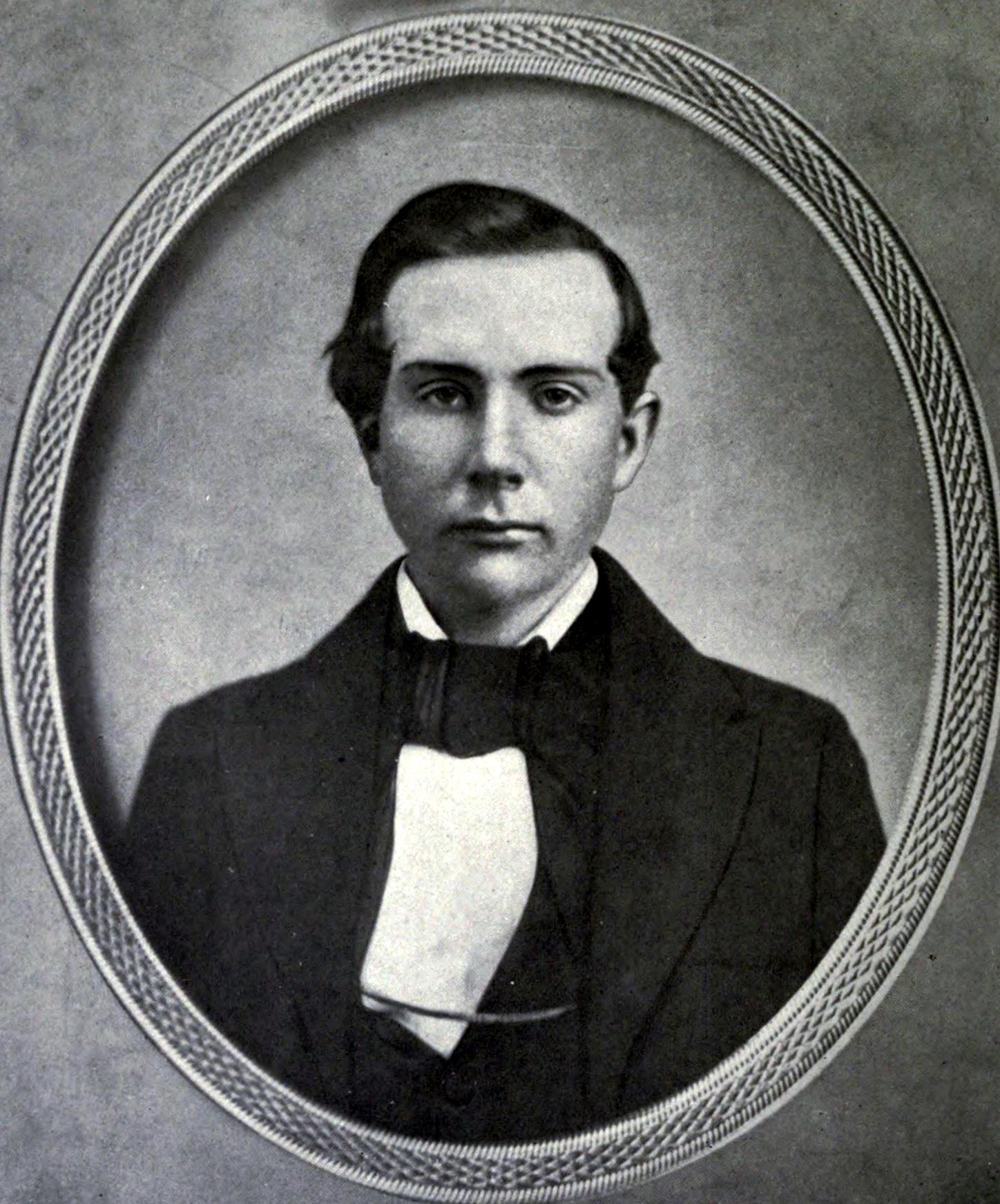
Rockefeller a diciotto anni

John Davison era il secondo figlio di William Avery Rockefeller e Eliza Davison. I genealogisti ritengono che gli antenati dei Rockefeller fossero ugonotti, francesi appartenenti alla famiglia Roquefeuille, che, per sfuggire all'inclemenza dell'editto di Fontainebleau, nel XVII secolo si ripararono in Germania, dove il cognome si trasformò in Rockenfeller. Nel 1723 emigrarono nel Nuovo Mondo.
Il padre di John Davison era un presunto medico che si vantava di avere inventato e confezionato farmaci in grado di curare tutte le malattie, compreso il cancro. Nelle dichiarazioni di William c'era ben poco di vero e suo figlio non mancò mai di ammettere che suo padre non fosse altro che un ciarlatano. Per via di questo bizzarro lavoro, il padre di John era spesso lontano da casa e l'abitazione stessa dei Rockefeller cambiava di continuo: la famiglia si spostò prima a Moravia e poi a Oswego (1851), sempre nello Stato di New York, quando John era ancora un ragazzo; nel 1853 la famiglia si sposta a Cleveland, in Ohio. Durante le assenze del padre la madre si sforzava per cercare di mantenere in ordine la casa e darle un aspetto rispettabile.
La madre era una donna molto religiosa che trasmise all'ambizioso figlio la fede cristiana, la passione per il lavoro, il risparmio e l'aiuto agli altri.
A Cleveland frequentò la Central High School e si iscrisse anche alle Erie Street Baptist Church, di cui a ventuno anni divenne amministratore fiduciario. Nel 1855 finì la scuola e si iscrisse a un corso di affari al Folsom Mercantile College. In seguito fu assunto come contabile in una piccola società, la Hewitt & Tuttle. Nel 1858 fondò la sua prima società, la Clark & Rockefeller. In quegli anni Cleveland era una delle cinque principali città degli Stati Uniti per la raffinazione del petrolio (dopo Pittsburgh, Filadelfia, New York e il nord-ovest della Pennsylvania); il giovane John fiutò le potenzialità di questo settore e nel 1865 investì in una raffineria di petrolio. In quegli anni divenne particolarmente celebre per essere riuscito a ottenere dai trasportatori delle ferrovie un particolare tipo di accordo chiamato rebate, con il quale Rockefeller si impegnava a garantire ai trasportatori commesse per il trasporto di un determinato numero di barili di petrolio in un anno in cambio di un prezzo di favore per ogni barile. Questo accordo gli causò le antipatie di Charles Pratt e Henry H. Rogers, i due maggiori raffinatori di Cleveland in quegli anni.

### La Standard Oil e il monopolio negli Stati Uniti
Fondò un partenariato con Andrews e successivamente assieme a questi, a Henry Flager e Stephen Harkness fondò la Standard Oil. Gli affari della raffineria andavano molto bene e Rockefeller decise di reinvestire la quasi totalità degli utili in una politica di espansione e potenziamento delle strutture; nel giro di sei settimane riuscì a comprare ventidue raffinerie su ventisei a Cleveland, arrivando quasi sempre ad acquisirne il totale controllo ed estromettere i vecchi proprietari. Gli unici a resistere furono i suoi rivali Pratt e Rogers, che tuttavia quando si resero conto che cercare di competere con Rockefeller era inutile, vendettero in gran segreto anche le loro attività al magnate, diventando suoi soci. Rogers sarebbe diventato una personalità chiave nella costruzione del trust della Standard Oil e Charles Millard Pratt (il figlio di Charles Pratt) il segretario.
In quegli anni Rockefeller era visto tra gli imprenditori del settore petrolifero come una specie di squalo. Il suo potere finanziario e commerciale era tale che, quando qualcuno rifiutava una sua offerta di acquisto, riusciva a mandarlo in bancarotta e a prendersi comodamente la sua attività all'asta del tribunale fallimentare.
Con questo sistema la Standard Oil acquisì gradualmente il controllo della produzione e raffinazione di petrolio negli Stati Uniti. Tuttavia, a causa della legislazione presente nei vari Stati della federazione, una società aveva grossi problemi nel gestire attività al di fuori dello Stato in cui essa veniva costituita. Rockefeller fu quindi costretto a spaccare formalmente la Standard Oil in tante società più piccole, ognuna delle quali operava in uno o massimo due Stati degli Stati Uniti, anche se queste compagnie avevano in gran parte una dirigenza comune.
Nel 1882 gli avvocati di Rockefeller crearono una nuova forma di partenariato, a cui diedero il nome di Standard Oil Trust; questo nuovo assetto produsse alcuni benefici, come il notevole abbassamento del costo della rete commerciale del petrolio con conseguente notevole calo dei prezzi dei vari prodotti, ma anche lo svantaggio di concentrare la gestione della più importante fonte energetica del mondo nelle mani di un solo uomo. La maggior parte dei giornalisti e dei politici focalizzò l'attenzione soprattutto sul problema del possibile monopolio dalla Standard Oil e si avviarono notevoli manifestazioni antitrust, sostenute anche da alcuni imprenditori estromessi dal giro dalla politica espansionistica di Rockefeller.

### Il ritiro, l'anti-monopolio e la morte
Nel 1896 il cinquantasettenne Rockefeller decise di ritirarsi dalla gestione delle sue attività a causa del suo stato di salute, lasciandole agli amministratori e al figlio John Davison Rockefeller Jr. Tuttavia evitò di comunicare all'esterno della società il suo ritiro, conservò il titolo di presidente (un titolo puramente nominale e onorifico nell'organigramma dell'azienda) e conservò tutte le sue quote azionarie, restando di fatto il principale azionista della Standard Oil.
Nel 1911 la Corte suprema degli Stati Uniti d'America sancì l'illegalità del monopolio di Rockefeller − che controllava il 64% del mercato − e ordinò ai dirigenti di spaccare la compagnia. Fu così che nacquero trentaquattro compagnie separate. Tra queste le maggiori (e tuttora esistenti) sono:
- Continental Oil (poi ribattezzata Conoco);
- Standard Oil of Indiana (poi ribattezzata Amoco);
- Standard Oil of California (poi ribattezzata Chevron);
- Standard Oil of New Jersey (poi ribattezzata Esso e successivamente Exxon);
- Standard Oil of New York (poi ribattezzata Mobil).

Rockefeller rimase azionista di tutte queste compagnie con quote di minoranza. Morì per cause naturali all'età di 97 anni, nel 1937, e fu sepolto a Cleveland.

### Discendenza
I suoi discendenti hanno continuato a occupare importanti posizioni nel mondo degli affari e della politica. Suo figlio, nonché principale erede, John Davison Rockefeller Jr. (1874−1960), oltre a rilevare le attività del padre, si interessò anche di politica estera, simpatizzando per le teorie wilsoniane. Un suo nipote, Nelson Rockefeller, è stato governatore dello Stato di New York e vicepresidente degli Stati Uniti con Gerald Ford.

## I primati
- A inizio del XX secolo la famiglia Rockefeller era il maggiore proprietario, fra l'altro, di miniere di carbone nel Colorado. A partire dal 1910 circa queste furono teatro di grandi lotte sindacali da parte dei minatori. Il momento più tragico di quelle lotte fu il massacro di Ludlow: il fatto avvenne il 20 aprile 1914, a seguito della feroce repressione degli scioperi da parte delle guardie private armate della Colorado Fuel and Iron Company, di proprietà dello stesso Rockefeller. Vennero uccise almeno venti persone, fra cui dodici fra donne e bambini. Questo fu il momento più tragico della lotta dei minatori, che coinvolse fino a dodicimila lavoratori e durò dall'autunno del 1913 fino al dicembre 1914.
- È stato il primo uomo ad avere un patrimonio superiore al miliardo di dollari.[3]
- Il suo nome ha ispirato quello di John D. Rockerduck, personaggio Disney creato da Carl Barks nel 1961 come acerrimo rivale di Paperon de' Paperoni.
- La rivista Forbes ha calcolato il patrimonio accumulato da Rockefeller arrivando a una cifra astronomica di trecentotrentasei miliardi di dollari (2007). Altri studi, effettuati invece in tempi più recenti, stimano che il suo patrimonio sia arrivato a sfiorare i settecento miliardi di dollari (2020). Grazie alla sua immensa fortuna Rockefeller controllava circa l'1,53% del PIL statunitense; anche questo costituisce un primato assoluto.[4]
- Il Guinness dei primati lo ha definito come singolo uomo più ricco di tutti i tempi.[4]